# Cyanomitra olivacea
Cyanomitra olivacea е вид птица от семейство Nectariniidae.